# Acidaliodes costipuncta
Acidaliodes costipuncta är en fjärilsart som beskrevs av George Francis Hampson 1911. Acidaliodes costipuncta ingår i släktet Acidaliodes och familjen nattflyn. Inga underarter finns listade i Catalogue of Life.